# Ascendent

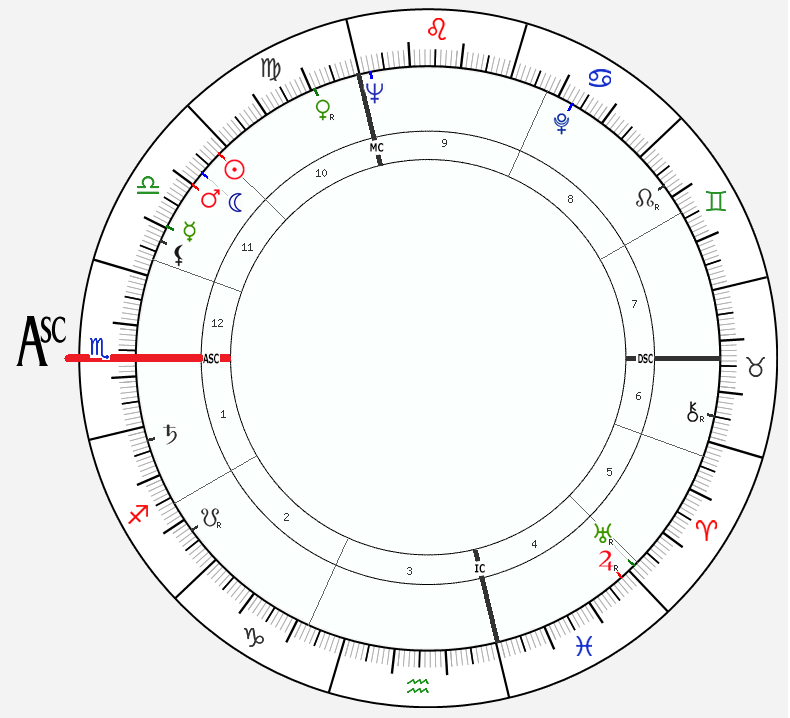
Ascendent

Ascendent je bod na ekliptice, v němž se ekliptika protíná s místní rovinou horizontu na východní straně, tedy v místě výstupu ekliptiky nad obzor. Příslušný bod na horizontu je místo, kde v daný den vychází slunce.
Kvůli sklonu zemské osy k rovině ekliptiky vychází slunce na geografickém východě pouze při rovnodennostech. Po jarní rovnodennosti se ascendent posouvá po horizontu směrem k severu a po letním slunovratu se vrací k geografickému východu, kterým projde při podzimní rovnodennosti. Ve svém pohybu dále pokračuje směrem k jihu a po zimním slunovratu se vrací zpět na geografický východ, kterým znovu prochází při jarní rovnodennosti. Maximální úhlové vzdálenosti od geografického východu při slunovratech závisí na zeměpisné šířce pozorovatele.
Výpočet ascendentu a dalších hlavních os horoskopu patří mezi základní astrologické úkony, přičemž právě ascendent bývá považován za jeden z nejvýznamnějších prvků v horoskopu.